# Joseph Laska

Joseph Laska (1950) – Aufnahme von Georg Fayer

Joseph Julius Laska (eigentlich Joseph Julius Reitinger, später Joseph Reitinger-Laska; * 13. Februar 1886 in Linz; † 14. November 1964 in Wien) war ein österreichischer Komponist und Dirigent. Er gilt als Wegbereiter der Orchestermusik in Japan.

## Leben

### Frühe Jahre
Joseph Laskas Mutter Rosa Reitinger war als etwa 16-jährige Sängerin am Linzer Theater tätig, als sie mit Joseph schwanger wurde. Der außereheliche Vater war der verheiratete Julius Laska, Theaterdirektor und Regisseur, der am selben Haus wirkte. Nach mehr als 20 Jahren anerkannte jener die Vaterschaft, so dass seinem Sohn ab 1908 die Änderung seines Zunamens in Reitinger-Laska bewilligt wurde. Als Künstler nannte dieser sich Joseph Laska.
1907, mit 21 Jahren, begann Josef Reitinger an der Königlichen Akademie der Tonkunst in München zu studieren, wo er Lieder in einem spätromantischen expressionistischen Stil komponierte, Werken des jungen Schönberg ähnlich. Seine erste Anstellung fand er als Korrepetitor am Stadttheater Teplitz-Schönau in Böhmen und wechselte danach von Saison zu Saison an andere Häuser im Gebiet der K und K-Monarchie, ab 1911 vermutlich mit Dirigaten.
Während des Ersten Weltkriegs wurde er schon im Sommer 1914 als Reserveleutnant von seiner Theaterstelle in Prag aus an die russische Front geschickt, geriet 1916 in Gefangenschaft und verbrachte die nächsten Jahre in sibirischen Lagern, bis es ihm 1923 an der russischen Ostküste gelang, ein Schiff nach Yokohama zu besteigen, wo er Anfang September als erstes die Folgen des Großen Kantō-Erdbebens erlebte.

### Wirken in Japan (1923–1935)
Laska gründete während seiner 12-jährigen Tätigkeit in den Städten Kobe und Takarazuka in Japan ein Symphonieorchester mit professionellen Musikern und brachte in den Jahren 1931 bis 1935 unter anderem die Symphonien Anton Bruckners in Japan zur Erstaufführung. Sein Name ist mit dem Revuetheater Takarazuka verbunden und er war auch als Klavierlehrer tätig, was ihm neben seiner Tätigkeit als Dirigent weiteren Einfluss auf das Musikleben verschaffte. Laskas Lebens- und Schaffensphase in Japan endete abrupt, als er nach seiner Rückkehr von einer Tagung in Moskau 1935 Einreiseverbot erhielt.

### Von 1935 bis 1964
In der Zeit des Nationalsozialismus lebte Laska zunächst wieder in Wien, wo er durch die Gestapo dreimal verhört wurde (1938, 1939 und 1941), dann von den Nationalsozialisten aber als Klavierspieler auf K.D.F.-Tourneen unter anderem nach Thessaloniki geschickt wurde. Bei einer solchen Reise nach Rumänien lernte Laksa 1941 seine spätere Ehefrau Ellen kennen – sie heirateten im Februar 1942. Im November 1942 wurde Laska nach § 80, Feindliche Propagandatätigkeit, und nach § 83, Hochverrat, zu fünf Jahren Gefängnis verurteilt und seine Bürgerrechte wurden ihm aberkannt. Es ist von Laska ein 60-seitiges Notizbuch mit dem Titel „Meine Leiden vom September 1942 bis Juni 1945“ erhalten, dessen erste 30 Seiten mit „Griechenland (1941)“ überschrieben sind.
Auch nach 1945 komponierte Laska weiterhin, unter anderem Lieder gegen den Krieg, etwa „Die Kinder in Korea“ aus Anlass des Beginns des Koreas-Krieges 1950. Laska vertonte auch Haikus. Es sind einige Konzertabende bezeugt, bei denen Laska Sänger am Klavier begleitete. Im November 2014 fand in Kyōto ein Konzert zum Andenken an Laska statt.
Sein Sohn Joseph Reitinger-Laska wurde 1947 geboren.